# Sasha Vujačić
Sasha Vujačić (Sloveens: Saša Vujačič) (Maribor, 8 maart 1984) is een Sloveens voormalig basketbalspeler die uitkwam voor de New York Knicks in de NBA.
Vujačič speelde eerder in de Italiaanse competitie voor Snaidero Udine en Scaligera Basket Verona, in Turkije voor Anadolu Efes SK en İstanbul Büyükşehir Belediyespor en in de Verenigde Staten voor de LA Lakers, Brooklyn Nets en de LA Clippers. Hier speelde hij als shooting-guard.
De vader van Vujačić, Vaso Vujačić was een basketbalcoach in Servië die in Montenegro geboren werd. Zijn moeder kwam uit het huidige Slovenië, maar beide landen waren destijds nog Joegoslavië. Hij was bovendien van oktober 2010 tot augustus 2012 verloofd met de Russische tennisster Maria Sjarapova.
In 2002 won Vujačić met het Sloveense juniorenteam een zilveren medaille op de FIBA Europe Under-18 Championship.
2 Fisher · 
3 Ariza · 
4 Walton · 
5 Farmar · 
6 Morrison · 
7 Odom · 
9 Sun · 
12 Brown · 
16 Gasol · 
17 Bynum · 
18 Vujačić · 
21 Powell · 
24 Bryant · 
28 Mbenga · 
Coach Jackson
2 Fisher ·
4 Walton ·
5 Farmar ·
6 Morrison ·
7 Odom ·
12 Brown
16 Gasol ·
17 Bynum ·
18 Vujačić ·
21 Powell ·
24 Bryant ·
28 Mbenga ·
37 Artest ·
Coach Jackson